# Zeus (rapper)
Nathaniël Heye (Amsterdam, 4 augustus 1998), beter bekend onder zijn artiestennaam Zeus en voorheen JuliusRhymz, is een Nederlandstalige rapper en songwriter. In 2019 won hij de Grote Prijs van Nederland in de categorie hiphop.

## Biografie
Zeus werd geboren in Amsterdam en groeide op in de Pijp. Op zesjarige leeftijd raakte hij tijdens het skeeleren ernstig gewond aan zijn keel door tegen een hek te botsen. Hoewel artsen concludeerden dat hij nooit meer zou spreken, herstelde hij.
Samen met een jeugdvriend begon Zeus zijn eerste rapteksten te schrijven onder de naam JuliusRhymz. Later werd hij toegelaten tot de Rockacademie van Fontys Academy of the Arts in Tilburg. In 2018 was Zeus finalist in de hiphop-competitie Wanted (Stichting GRAP), en in 2019 won hij de Grote Prijs van Nederland in de categorie hiphop.
Zeus heeft opgetreden bij diverse Nederlandse festivals, waaronder WOO HAH!, Zwarte Cross, Green Garden festival en Breda Barst. In 2020 trad hij op in de FunX show Youssef & Ouassima.

## Prijzen en nominaties
- 2018: Finalist Wanted (Stichting GRAP)
- 2019: Winnaar Grote Prijs van Nederland (muziek) in de categorie hiphop